# Cep (narzędzie)

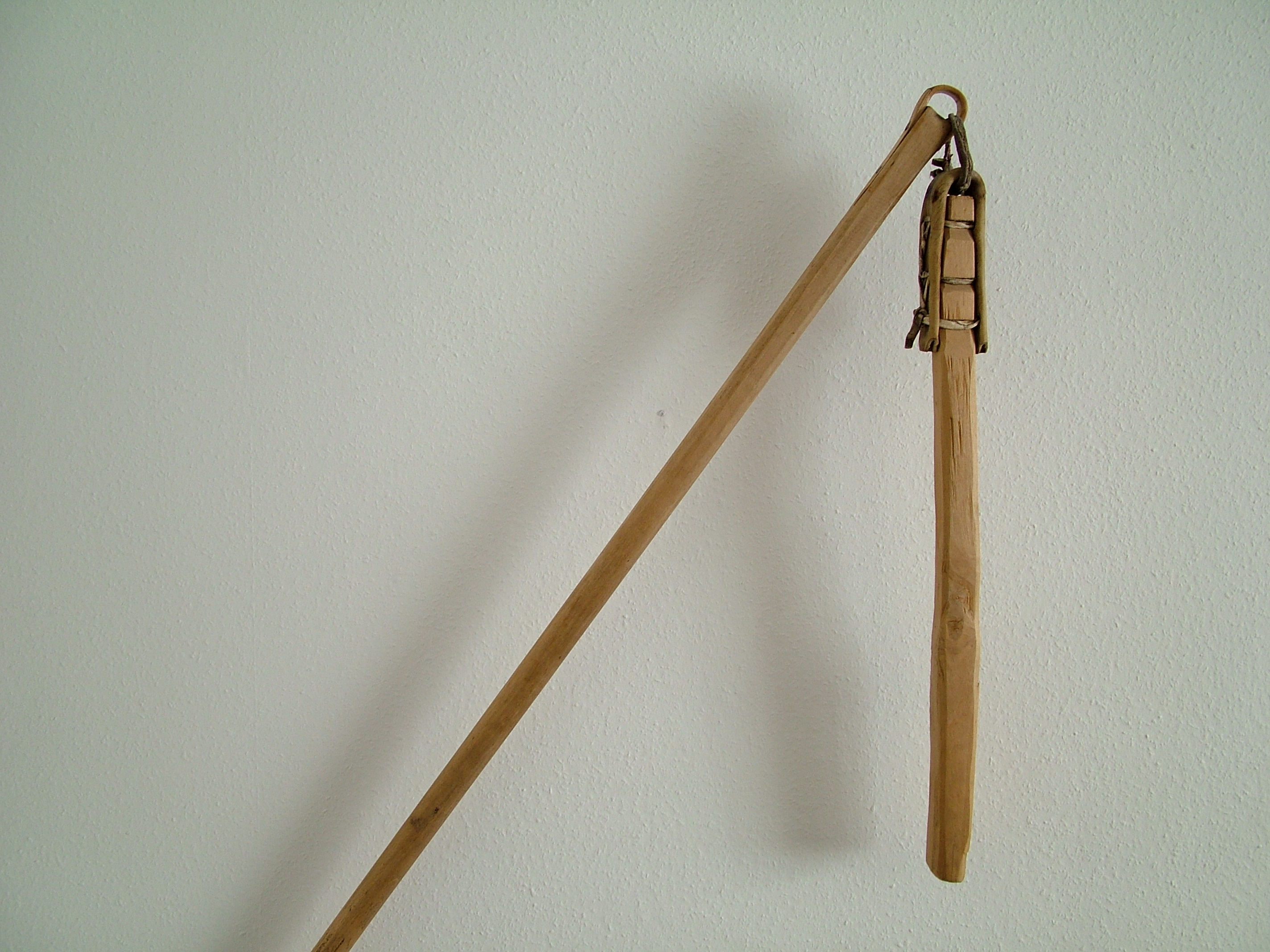
Cep

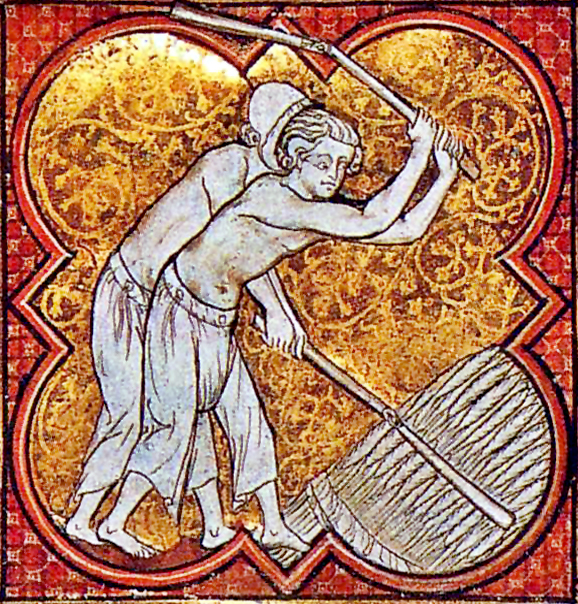
Młócenie zboża za pomocą cepów

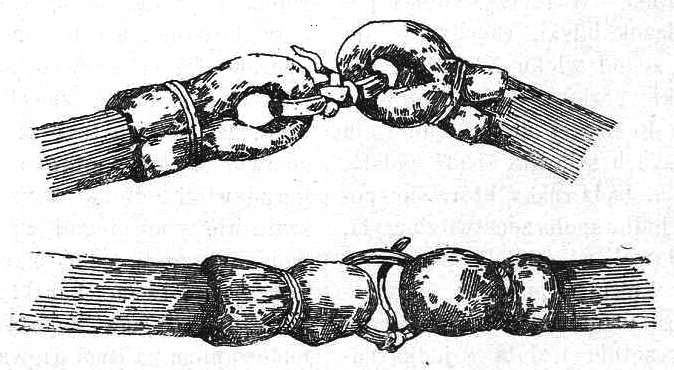
Gązwa – rzemienne połączenie dzierżaka z bijakiem

Cep – narzędzie rolnicze służące do młócenia, czyli ręcznego oddzielania ziaren zbóż, roślin strączkowych itp. od roślin. 

## Budowa
Cep zbudowany jest z dwóch kijów: dzierżaka (dłuższego) i bijaka (krótszego, zwykle dębowego). Ich cieńsze końce połączone są rzemieniem (czasem wysuszoną skórą z węgorza) – zwanym gązwą lub gackiem, a na Zamojszczyźnie kapicą – lub metalowym przegubem, nazywanym ósemką.
Encyklopedia rolnictwa z 1898 roku podaje:

Cepy składają się z dzierżaka i bijaka złączonych rzemieniem, czyli t. zw. kapą. Bijak jest to gładki kawałek drzewa długości około 63 cm, wagi 2 kg; dzierżak powinien sięgać młócącemu przynajmniej do podbródka, czyli mieć 125 - 190 cm długości. Wydajność młocki cepem jest różna, dobry młocek jest w stanie zmłócić bez wiania: pszenicy lub żyta snopów 60 (po 9 kg), jęczmienia lub owsa 90 snopów (po 6 kg). Licząc zaś na miarę, ziarna oziminy 1,25 - 1,85 hl, jarzyny 1,85 - 2,5 hl.
Pomimo że młocka cepami stanowi jedną z najuciążliwszych robót gospodarskich, jednakże po dziś dzień jest jeszcze w drobnych gospodarstwach włościańskich ogromnie rozpowszechnioną, a nawet bywa w użyciu i w większych gospodarstwach folwarcznych, zwłaszcza gdy chodzi o przygotowanie prostej słomy na powrósła lub omłot do siewu jęczmienia i pszenicy mającej być przed rozsianiem zaprawianą siarczanem miedzi.

## Młocka
Młócono, trzymając cep za dzierżak i uderzając bijakiem w rozłożone na klepisku (lub innym twardym płaskim podłożu) zboże. Młócący musiał tak uderzać cepem, aby za każdym razem bijak uderzał całą swoją długością w warstwę zboża na klepisku (w przeciwnym wypadku pojawiały się znaczne siły reakcji na dzierżak oraz mogło nastąpić zgniatanie ziaren). Zaletą cepa była możliwość uzyskania ziarna i prostej słomy, koniecznej do krycia dachów strzechą.

## Cep współcześnie
W czasach współczesnych młócenie cepem zostało wyparte przez omłot mechaniczny w młocarniach. Jeden z typów młocarni zwany jest cepówką, gdzie elementem bębna młócącego jest metalowa listwa zwana cepem. Bęben młócący ma zwykle od 6 do 10 cepów.
W mowie potocznej zwrot proste jak budowa cepa (lub proste jak konstrukcja cepa) oznacza nieskomplikowaną i oczywistą zasadę działania.